# Pennatula prolifera
Pennatula prolifera is een Pennatulaceasoort uit de familie van de Pennatulidae. De wetenschappelijke naam van de soort is voor het eerst geldig gepubliceerd in 1904 door Jungersen.